# Driss Barid
Idriss „Driss“ Barid (* 12. Dezember 1986) ist ein marokkanischer Leichtathlet, der sich auf den Hammerwurf spezialisiert hat.
Er erreichte bei den Panarabischen Spielen 2007 den siebten Platz. Bei den Afrikameisterschaften 2008 wurde er Vierter. 2009 wurde Barid bei den Spielen der Frankophonie Sechster. Im selben Jahr erreichte er auch den zehnten Platz bei den Mittelmeerspielen. Bei den Afrikameisterschaften 2010 belegte er den fünften Platz. Bei den Afrikameisterschaften 2012 schied er ohne gültigen Versuch aus. Bei den Spielen der Frankophonie 2013 wurde er Sechster. Außerdem gewann er bei den Afrikameisterschaften 2014 eine Bronzemedaille.
Seine persönliche Bestleistung ist 70,73 Meter, die er im Juni 2013 in Rabat erzielte. Das ist der marokkanische Rekord.

## Wissenswertes
2019 wurde Barid positiv auf das anabole Steroid Stanozolol getestet und daraufhin für vier Jahre gesperrt.